# Goat Mountain
Goat Mountain är ett berg i Antarktis. Det ligger i Östantarktis. Nya Zeeland gör anspråk på området. Toppen på Goat Mountain är 1 767 meter över havet.
Terrängen runt Goat Mountain är varierad. Goat Mountain är den högsta punkten i trakten. Trakten är obefolkad. Det finns inga samhällen i närheten. 